# Acrotaenia spadix
Acrotaenia spadix är en tvåvingeart som beskrevs av Bates 1934. Acrotaenia spadix ingår i släktet Acrotaenia och familjen borrflugor. Inga underarter finns listade i Catalogue of Life.